# Cerveza Cristal (Chile)
La Cerveza Cristal es una marca de cervezas de Chile perteneciente a la multinacional Compañía de Cervecerías Unidas (CCU), nacida en Valparaíso en 1977.

## Historia

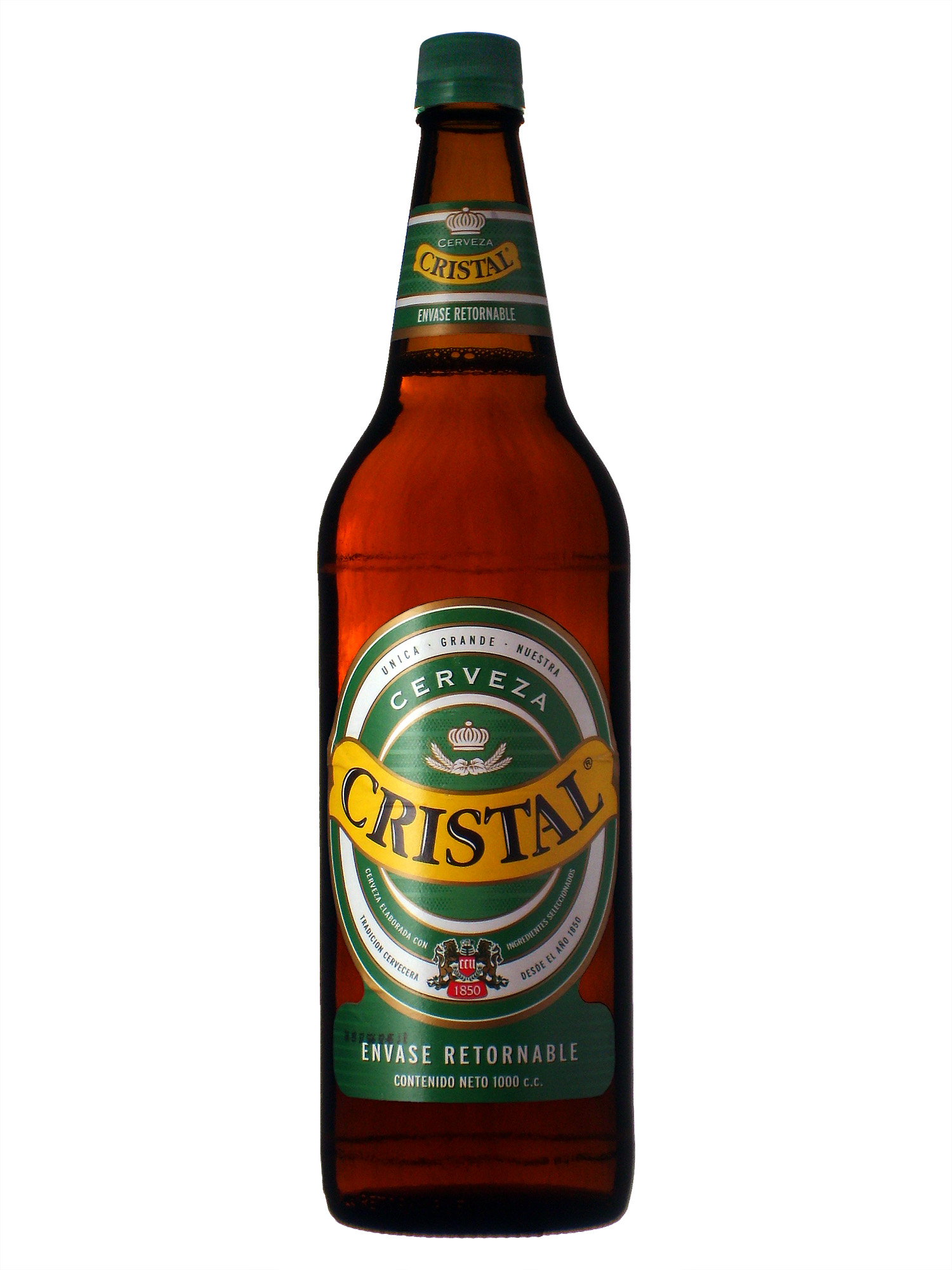
Envase de Cerveza Cristal en 2006.

La marca fue registrada como «Pilsener Cristal» en agosto de 1977 y su lanzamiento comercial ocurrió en 1978. Desde 1993, año en que fue relanzada como «Cerveza Cristal», lleva el lema de «Única, Grande y Nuestra». El éxito obtenido por la marca en el mercado chileno se ha atribuido a la implementación sistemática de conceptos y técnicas innovadoras de marketing, convirtiéndola en líder y referente en su rubro.
En diciembre de 2003 CCU encargó una serie de comerciales para cerveza Cristal, que eran emitidos al inicio de cada tanda publicitaria durante la emisión de películas de la saga Star Wars en Canal 13, de modo que los spots asimilaban ser continuaciones de las escenas precedentes. La campaña, titulada La fuerza está con Cerveza Cristal, fue premiada en diversos eventos internacionales.
En 2008 fue lanzada al mercado una versión sin alcohol, denominada «Cristal Cero», a la que se sumó «Cristal Cero Radler» en 2016, que contiene jugo de limón. En 2023 se presentó una edición limitada denominada «Cristal Orígenes» en que se realizaba un homenaje a las tres regiones naturales de Chile: la zona norte con un toque de limón de Pica, la zona centro con un toque de miel, y la zona sur con un toque de frutos rojos.